# Achdorf (Landshut)
Achdorf ist ein Stadtteil der kreisfreien Stadt Landshut in Niederbayern. Bis 1928 bildete Achdorf eine selbstständige Gemeinde.

## Lage
Der Stadtteil liegt im Südwesten von Landshut, direkt südlich der Isar. Der von Süden kommende Roßbach durchfließt den Ort und mündet am nördlichen Ende in die Isar.

## Geschichte
Im Jahr 1140 wurde der Ort erstmals genannt. Hier herrschte das Ortsadelsgeschlecht der Achdorfer, bis Andreas Achdorfer und seine Schwester Dorothea ihren Rittersitz im Jahr 1395 an die Herzöge Stephan, Friedrich und Johann verkauften. Achdorf stand nun als herzogliches Tafelgut unmittelbar unter dem herzoglichen Kastner, bevor Rentmeister Stephan Schleich um 1583 die Hofmark kaufte. Besitzer der Hofmark waren nacheinander die Schleich, Planck, Dürnitz, Hagen, Arco und Leyden. Im 19. Jahrhundert folgte auf die Hofmark das Gräflich von Leydensche Patrimonialgericht II. Klasse Achdorf, welches bis 1848 existierte.
Anfang des 19. Jahrhunderts war Achdorf ein vom Stadtgebiet abgesetztes Straßendorf entlang der heutigen Bachstraße und des daneben verlaufenden Rossbaches. Der Stadtteil galt in früheren Jahren als Arbeitersiedlung. Seit den 1970er Jahren hat sich das nach der Ausweisung neuer Baugebiete geändert.
Aus dem gleichnamigen Steuerdistrikt entstand 1818 die Gemeinde Achdorf. Zu der ehemals selbständigen Gemeinde gehörten neben dem Hauptort die Einöde Aign und die Weiler Klausenberg und Metzenthal. Am 1. April 1928 wurde sie zusammen mit der Gemeinde Berg nach Landshut eingemeindet.
Am 4. Oktober 1883 nahmen die Königlich Bayerischen Staatseisenbahnen die Bahnstrecke von Neumarkt nach Landshut mit dem Bahnhof Achdorf (seit 1928 Landshut (Bay) Süd) in Betrieb. Mit der Strecke wurde die Achdorfer Eisenbahnbrücke errichtet, die im Norden von Achdorf die Isar und ein Wohngebiet überquert.

## Sehenswürdigkeiten
- Pfarrkirche Neu-St. Margaret. Sie wurde von 1909 bis 1911 nach den Plänen des Regensburger Architekten Heinrich Hauberrisser im neubarocken Stil erbaut. Die Inneneinrichtung kam erst allmählich in den Jahren zwischen den beiden Weltkriegen dazu.
- Nebenkirche Alt-St. Margaret. Die spätgotische ehemalige Pfarrkirche von ca. 1440 wurde in der Barockzeit teilweise verändert.
- Schloss Achdorf. Das ehemalige Hofmarkschloss, eine frühere Wasserburg, ist eine stattliche Anlage aus der ersten Hälfte des 18. Jahrhunderts.
- Ruffinischlösschen. Der doppelstöckige Bau mit Ziergiebel aus der zweiten Hälfte des 17. Jahrhunderts wurde um 1730 verändert.

## Öffentliche Einrichtungen
In Achdorf befinden sich das Landratsamt Landshut, das Kreiskrankenhaus Landshut-Achdorf mit angegliedertem Ärztehaus und Schwesternwohnheim, die Grundschule „Karl Heiß“ und der Kindergarten St. Margaret.
Als regionales Unternehmen hat die Brauerei C. Wittmann ihren Firmensitz in Achdorf.
Achdorf ist der einzige Stadtteil Landshuts, der über eine eigene Bahnstation verfügt; sie trägt den Namen Landshut (Bay) Süd.